# Marie-Dominique Chenu
Marie-Dominique Chenu OP (7 de gener de 1895, Soisy-sur-Seine, França - 11 de febrer de 1990, París) va ser un teòleg dominic francès. Va ser rector de l'Escolta de Teologia de Le Saulchoir a Bèlgica. La seva obra més cèlebre és La fe a la intel·ligència i L'Evangeli a la història.
Va aplicar l'anàlisi sociològica a la investigació en la teologia i a l'obra missionera de l'Església. El 1957 va publicar a París l'obra La teologia com ciència al segle XII.
Les seves aportacions teològiques van influir definitivament en el pensament que dugué al Concili Vaticà II. A les sessions d'aquest concili va participar-hi en qualitat d'expert.
el 15 de juny del 2003 fou declarat pòstumament doctor honoris causa a la Universitat de Tübingen per la Facultat Catòlica de Teologia.

## Obres principals
- La théologie au douzième siècle, Vrin, 1957
- La théologie comme science au XIIe siècle, 1927
- Une école de théologie : Le Saulchoir, 1937
- Pour une théologie du travail, Seuil, années 1950
- Saint Thomas d'Aquin et la théologie, Seuil, 1957